# Марселин Абадийр
Марселин Абадийр, известна като Марселин или Марси е Кралицата на вампирите от американската анимация Време за приключения. Характерно за нея е, че тя не пие кръв, а изпива цвета на червени предмети, като ябълки, ягоди и други.

## Дебют
В дебюта си тя е запознава с авантюристите Фин човекът и Джейк кучето. Тя се появява в дома им, като ги гони с нейната буква „М“, за която твърди, че я е издълбала там преди много години, за да покаже че къщата е нейна собственост. Фин и Джейк напускат дома ѝ, но в следващия дом, в който отидат тя се появява пак с буквата си. Така Фин и Джейк сменят много домове, но тя винаги е там. Те разбират, че тя се шегува с тях и се противопоставят на шегите ѝ. Впоследствие, Марселин показва чудовищната си страна и изсмуква кръвта на Джейк. Фин се опитва да спаси приятеля си и Марселин му го връща, след което те се сприятеляват.

## Характеристика
Тя е рок фенка, която има китара-брадва, с която изпълнява песните си. Животът ѝ в Ооо страната я е направил смела и малко зла, но по шегаджийски начин. Тя прави шеги на приятелите си и обича да ги плаши.

## История
Тя е е хибрид от демон по бащина линия и човек по майчина.
Когато е малка живее с майка си, която е болна от радиацията в Ооо. Знаейки за лошото си състояние, изпраща малката Марси далеч от нея. Не след дълго тя почива. 
Марселин се среща със Саймън Петриков, когато той е все още на себе си. При първата им среща той ѝ подарява плюшено мече, което тя кръщава Хамбо. След няколко години Саймън знае, че с всяко слагане на короната той губи част от себе си. Не след дълго щеше да забрави всичко и ще се превърне в съвсем различен човек от него,за това я изоставя. 
Баща ѝ се появява рядко в детството ѝ. Той ѝ подарява семейната брадва, която тя превръща в нейния бас. 
След години тя се опитва да убие всички вампири. Сприятелява се с хора, които имат за цел да построят кораб и да отплават на далеч. Малко преди да тръгнат се появява Краля на вампирите. Той ухапва Марселин и я превръща в полу вампир, полу демон в същия момент, когато тя го пробожда в сърцето и убива. 
Тя се среща с принцеса Сладкодъвка, с която започват връзка, но се разделят. Марселин се запознава с Аш, който продава мечето ѝ Хамбо на небесната вещица Маржа и се разделят. След години се среща отново със Слади. Започват приятелство, което на края завършва като те двете се събират отново. 

## Външност
Тя има дълга черна коса, понякога имарененто и рядко е виждана с къса коса. Очите ѝ са черни, но често при промяна на формата си те са зелени или червени. Има бледа сива кожа и заострени уши и зъби, дължащи се на това, чащаеще ѝ е демон. На врата си има два белега от зъбите на Краля на вампирите, когато той я ухапва и превръща във вампир. Често е видяна да носи дънки, потник и ботуши, но често е видяна с различни облекла. Почти винаги е забелязвана да носи със себе си бас китарата си.